# Let's Make Up and Be Friendly
Let's Make Up and Be Friendly è il quinto album in studio del gruppo musicale britannico Bonzo Dog Doo-Dah Band, inciso come Bonzo Dog Band e pubblicato nel 1972.

## Tracce
Side 1
1. The Strain (Vivian Stanshall) – 3:20
2. Turkeys (Neil Innes) – 2:11
3. King of Scurf (Innes) – 4:56
4. Waiting for the Wardrobe (Roger Ruskin Spear) – 2:50
5. Straight from My Heart (Innes, Stanshall) – 3:05
6. Rusty (Champion Thrust) (Tony Kaye, Legs Larry Smith) – 8:07

Side 2
1. Rawlinson End (Innes, Stanshall) – 9:31
2. Don't Get Me Wrong (Stanshall, Innes) – 4:51
3. Fresh Wound (Innes) – 4:25
4. Bad Blood (Stanshall) – 5:10
5. Slush (Innes) – 2:20